# Puchar Polski Strongman 2004
Puchar Polski Strongman 2004 – cykl indywidualnych zawodów polskich siłaczy, rozgrywanych w 2004 r.

## Eliminacje
Data: 22 lutego 2004 r.

Miejscowość: Olsztyn

WYNIKI ELIMINACJI:
| Miejsce | Zawodnik             | Punkty |
| ------- | -------------------- | ------ |
| 1.      | Andrzej Zieleniecki  | 112    |
| 2.      | Wojciech Szymkowiak  | 97     |
| 3.      | Karol Rudnicki       | 96,5   |
| 4.      | Robert Kalinowski    | 90     |
| 5.      | Dariusz Gościcki     | 89,5   |
| 6.      | Krzysztof Zieliński  | 89,5   |
| 7.      | Tomasz Lech          | 83,5   |
| 8.      | Tomasz Żocholl       | 81     |
| 9.      | Bartłomiej Bąk       | 78,5   |
| 10.     | Gabriel Kowalski     | 77,5   |
| 11.     | Robert Czeszejko     | 70     |
| 12.     | Grzegorz Reszczyński | 64     |
| 13.     | Mariusz Koniecki     | 64     |
| 14.     | Michał Wandzik       | 55,5   |
| 15.     | Przemysław Mościcki  | 55     |
| 16.     | Paweł Młyński        | 54,5   |
| 17.     | Dawid Danek          | 37     |
| 18.     | Wojciech Czeczko     | 28     |
| 19.     | Artur Piskorski      | 27     |
| 20.     | Robert Wargocki      | 22     |
| 21.     | Piotr Heine          | 20     |
| 22.     | Emilian Janus        | 10     |
| 23.     | Paweł Łazarski       | 7      |
| 24.     | Daniel Sieczka       | 0      |

## Pierwsze zawody - Wrocław
Data: 24 kwietnia 2004 r.

Miejscowość: Wrocław

WYNIKI ZAWODÓW:
| Miejsce | Zawodnik             | Punkty           |
| ------- | -------------------- | ---------------- |
| 1.      | Mariusz Pudzianowski | 36               |
| 2.      | Andrzej Zieleniecki  | 25               |
| 3.      | Wojciech Szymkowiak  | 21               |
| 4.      | Grzegorz Peksa       | 19               |
| 5.      | Sławomir Peda        | 16               |
| 6.      | Ireneusz Kuraś       | 4 (kontuzjowany) |

## Drugie zawody - Zakopane
Data: 1 maja 2004 r.

Miejscowość: Zakopane

WYNIKI ZAWODÓW:
| Miejsce | Zawodnik          | Punkty |
| ------- | ----------------- | ------ |
| 1.      | Sławomir Toczek   | 30     |
| 2.      | Arkadiusz Makurat | 23     |
| 3.      | Grzegorz Peksa    | 22,5   |
| 4.      | Piotr Dybus       | 16,5   |
| 5.      | Robert Kalinowski | 16,5   |
| 6.      | Dariusz Gościcki  | 16,5   |

## Trzecie zawody - Bielsko-Biała
Data: 8 maja 2004 r.

Miejscowość: Bielsko-Biała

WYNIKI ZAWODÓW:
| Miejsce | Zawodnik             | Punkty |
| ------- | -------------------- | ------ |
| 1.      | Mariusz Pudzianowski | 36     |
| 2.      | Tomasz Nowotniak     | 29     |
| 3.      | Sławomir Peda        | 18,5   |
| 4.      | Tomasz Lech          | 16,5   |
| 5.      | Tomasz Żocholl       | 14     |
| 6.      | Grzegorz Peksa       | 12     |

## Czwarte zawody - Złoty Potok
Data: 15 maja 2004 r.

Miejscowość: Złoty Potok

WYNIKI ZAWODÓW:
| Miejsce | Zawodnik             | Punkty |
| ------- | -------------------- | ------ |
| 1.      | Mariusz Pudzianowski | 32     |
| 2.      | Sławomir Toczek      | 25     |
| 3.      | Andrzej Zieleniecki  | 17     |
| 4.      | Piotr Dybus          | 16,5   |
| 5.      | Tomasz Lech          | 16,5   |
| 6.      | Robert Kalinowski    | 13     |

## Piąte zawody - Tarnów
Data: 22 maja 2004 r.

Miejscowość: Tarnów

WYNIKI ZAWODÓW:
| Miejsce | Zawodnik            | Punkty |
| ------- | ------------------- | ------ |
| 1.      | Piotr Szymiec       | 27     |
| 2.      | Tomasz Nowotniak    | 25     |
| 3.      | Lubomir Libacki     | 25     |
| 4.      | Arkadiusz Makurat   | 19     |
| 5.      | Wojciech Szymkowiak | 16     |
| 6.      | Tomasz Lech         | 14     |

## Szóste zawody - Ostrowiec Świętokrzyski
Data: 29 maja 2004 r.

Miejscowość: Ostrowiec Świętokrzyski

WYNIKI ZAWODÓW:
| Miejsce | Zawodnik             | Punkty |
| ------- | -------------------- | ------ |
| 1.      | Mariusz Pudzianowski | 36     |
| 2.      | Tyberiusz Kowalczyk  | 27     |
| 3.      | Piotr Szymiec        | 22     |
| 4.      | Dariusz Gościcki     | 17     |
| 5.      | Sławomir Peda        | 14     |
| 6.      | Gabriel Kowalski     | 9      |

## Siódme zawody - Ostrołęka
Data: 5 czerwca 2004 r.

Miejscowość: Ostrołęka

WYNIKI ZAWODÓW:
| Miejsce | Zawodnik          | Punkty |
| ------- | ----------------- | ------ |
| 1.      | Sławomir Toczek   | 29     |
| 2.      | Tomasz Nowotniak  | 29     |
| 3.      | Lubomir Libacki   | 21,5   |
| 4.      | Piotr Dybus       | 21     |
| 5.      | Robert Kalinowski | 13     |
| 6.      | Arkadiusz Makurat | 12,5   |

## Ósme zawody - Giżycko
Data: 12 czerwca 2004 r.

Miejscowość: Giżycko

WYNIKI ZAWODÓW:
| Miejsce | Zawodnik            | Punkty |
| ------- | ------------------- | ------ |
| 1.      | Piotr Szymiec       | 31     |
| 2.      | Tyberiusz Kowalczyk | 30     |
| 3.      | Piotr Dybus         | 24     |
| 4.      | Arkadiusz Makurat   | 18     |
| 5.      | Dariusz Gościcki    | 12,5   |
| 6.      | Wojciech Szymkowiak | 10,5   |

## Dziewiąte zawody - Grudziądz
Data: 19 czerwca 2004 r.

Miejscowość: Grudziądz

WYNIKI ZAWODÓW:
| Miejsce | Zawodnik            | Punkty |
| ------- | ------------------- | ------ |
| 1.      | Sławomir Toczek     | 31     |
| 2.      | Andrzej Zieleniecki | 24     |
| 3.      | Tomasz Lech         | 20     |
| 4.      | Lubomir Libacki     | 19     |
| 5.      | Bartłomiej Bąk      | 16     |
| 6.      | Dariusz Gościcki    | 16     |

## Dziesiąte zawody - Kołobrzeg
Data: 26 czerwca 2004 r.

Miejscowość: Kołobrzeg

WYNIKI ZAWODÓW:
| Miejsce | Zawodnik            | Punkty |
| ------- | ------------------- | ------ |
| 1.      | Tomasz Nowotniak    | 31     |
| 2.      | Ireneusz Kuraś      | 21,5   |
| 3.      | Andrzej Zieleniecki | 20,5   |
| 4.      | Piotr Dybus         | 19,5   |
| 5.      | Lubomir Libacki     | 19     |
| 6.      | Sławomir Peda       | 14,5   |

## Jedenaste zawody - Władysławowo
Data: 3 lipca 2004 r.

Miejscowość: Władysławowo

WYNIKI ZAWODÓW:
| Miejsce | Zawodnik            | Punkty |
| ------- | ------------------- | ------ |
| 1.      | Sławomir Toczek     | 32     |
| 2.      | Tyberiusz Kowalczyk | 30     |
| 3.      | Arkadiusz Makurat   | 20,5   |
| 4.      | Grzegorz Peksa      | 17,5   |
| 5.      | Wojciech Szymkowiak | 13     |
| 6.      | Robert Kalinowski   | 13     |

## Dwunaste zawody - Szczecin. Finał Pucharu Polski Strongman 2004
Do finału zakwalifikowali się zawodnicy, którzy zdobyli najwięcej punktów w trakcie wcześniejszych zawodów Pucharu Polski Strongman 2004.
Data: 9 lipca 2004 r.

Miejscowość: Szczecin

WYNIKI ZAWODÓW:
| Miejsce | Zawodnik             | Punkty |
| ------- | -------------------- | ------ |
| 1.      | Mariusz Pudzianowski | 33     |
| 2.      | Sławomir Toczek      | 28     |
| 3.      | Tomasz Nowotniak     | 20,5   |
| 4.      | Arkadiusz Makurat    | 18,5   |
| 5.      | Tyberiusz Kowalczyk  | 16,5   |
| 6.      | Andrzej Zieleniecki  | 9,5    |